# دير بصرة
قرية دير بصرة هي إحدى القرى التابعة لمركز الفتح في محافظة أسيوط في جمهورية مصر العربية. حسب إحصاءات سنة 2006، بلغ إجمالي السكان في دير بصرة 1152 نسمة، منهم 601 رجل و551 امرأة.